# Eoeotmethis
Eoeotmethis is een geslacht van rechtvleugeligen uit de familie Pamphagidae. De wetenschappelijke naam van dit geslacht is voor het eerst geldig gepubliceerd in 1985 door Zheng.

## Soorten
Het geslacht Eoeotmethis  is monotypisch en omvat slechts de volgende soort:
- Eoeotmethis longipennis (Zheng, 1985)